# Hetman XX Years
Hetman XX Years – dziesiąty, dwupłytowy album zespołu Hetman wydany z okazji XX-lecia zespołu. Wydawnictwo składa się z dwóch części: „The Best of Ballads CD” oraz „Live DVD”. Na płycie DVD znajduje się zapis koncertu z dnia 15 maja 2008 roku z warszawskiej Progresji.

## Utwory – The Best of Ballads CD
1. „Easy Rider” – 4:42 (muz. J. Hertmanowski, P. Kiljański; sł. P. Kiljański)
2. „Okręt widmo” – 5:26 (muz. J. Hertmanowski; sł. P. Kiljański)
3. „Złe sny” – 4:54 (muz. J. Hertmanowski; sł. P. Kiljański)
4. „Świat uśmiechnie się też do nich” – 5:52 (muz. J. Hertmanowski; sł. P. Kiljański)
5. „Wieczór we dwoje” – 5:14 (muz. J. Hertmanowski; sł. P. Kiljański)
6. „Droga donikąd” – 4:58 (muz. J. Hertmanowski; sł. R. Tyc)
7. „Wszystko ma swój początek i koniec” – 3:50 (instrumentalny) (muz. J. Hertmanowski)
8. „Kołysanka dla M.T.” – 5:32 (muz. J. Hertmanowski; sł. R. Tyc)
9. „Przychodzisz do mnie w snach” – 3:42 (muz. M. Sitarski; sł. R. Tyc)
10. „Pusty dom” – 5:50 (muz. J. Hertmanowski; sł. R. Tyc)
11. „Czarny chleb i czarna kawa” – 3:54
12. „Porwany za młodu” – 5:56 (muz. J. Hertmanowski; sł. A. Bak, J. Hertmanowski)
13. „Pamięć” – 1:10 (instrumentalny)(muz. J. Hertmanowski)
14. „Knockin’ on Heaven’s  Door” – 3:48 (muz. i sł. Bob Dylan)
15. „Ostatnia piosenka” – 3:50 (muz. i sł. K. Heliński, J. Hertmanowski)
16. „Najlepsze dni” – 4:22 (muz. M. Baran, J. Hertmanowski; sł. J. Hertmanowski)
17. „Na opolskim rynku” – 4:32 (muz. K. Gaertner; sł. M. Goraj)

## Utwory – Live DVD
1. „Ekstradycja”
2. „Banita”
3. „Mija Czas”
4. „On”
5. „Kłamstwa”
6. „Skazaniec”
7. „Terrorism”
8. „Wiedźma”